# 徐沛东
徐沛东（1954年2月1日—），男，辽宁大连人，中国作曲家，曾任中国音乐家协会常务副主席、党组书记。

## 生平
徐沛東1970年考入福州军区歌舞团，16岁即出任首席大提琴。1976年，徐进入中央音乐学院作曲系，师从杜鸣心。1979年，徐毕业后回到福州歌舞团，任作曲兼指挥，1985年调入中国歌剧舞剧院，2001年出任副院长。

## 作品
徐沛东的代表作有：《我热恋的故乡》、《别挤了》（《广而告之》插曲）、《亚洲雄风》、《爱我中华》、《种太阳》、《得民心者得天下》（电视剧《雍正王朝》主题曲）、《毛泽东》、《篱笆、女人和狗》三部曲主题曲。